# 信息科学
信息科学（Information science），旧称情报学（漢語中的日語借詞），主要是指以信息为研究对象，包含資訊的分析、收集、分類、處理、儲存、檢索、傳播和保護。從發展脈絡來看，信息科學與計算機科學、心理學、科技和情報機構有相當的關聯，但是信息科學還包括了檔案學、圖書資訊學、博物館學、認知科學、商業、法律、語言學、管理學、數學、哲學、公共政策和社會科學等各個領域，是以扩展人类的信息功能为主要目标的一门综合性学科。

## 研究内容
- 資訊存取
- 資訊架構
- 竞争情报
- 知识管理
- 資訊管理
- 資訊檢索
- 資訊尋求
- 資訊社會
- 知識表示
- 知識本體論
- 理论信息学
- 資訊科技
- 資訊系统和资源管理
- 資訊哲學

## 理论基础
作为一门新型的综合性学科，信息学的理论主要是建立在数学中的离散数学之上的。因为信息学所研究的对象信息本身即是离散体。在某些特定的条件下，信息学与计算机科学是等价的。